# Teucholabis (Teucholabis) denuda
Teucholabis (Teucholabis) denuda is een tweevleugelige uit de familie steltmuggen (Limoniidae). De soort komt voor in het Neotropisch gebied.